# David Werdyger
Pour les articles homonymes, voir Werdyger.
David Werdyger (30 octobre 1919 en Pologne - 2 avril 2014 à New York) est un hazzan américain d'origine polonaise, survivant de la Shoah, incluant l'usine d'Oskar Schindler. Il immigre aux États-Unis après la Seconde Guerre mondiale, faisant connaitre la musique de différentes dynasties hassidiques dont Bobov, Boyan, Skulen, Melitz, Radomsk et Ger. Lui-même est un hassid de Ger. Ses fils Mordechai Ben David (MBD) et Mendy Werdyger sont des chanteurs connus, de même que ses petits-fils Yeedle Werdyger (fils de MBD) et Yisroel Werdyger (fils de Mendy).

## Biographie
David Werdyger,,,,,,,est né le 30 octobre 1919 en Pologne.
Il est le fils de Yisroel Leibish Werdyger et de Gittel Werdyger. Yisroel Leibish Werdyger est un marchand de hareng et de produits secs.
Il est le plus jeune d'une fratrie de 8 enfants.

### Cracovie
Peu après sa naissance, la famille de David Werdyger s'installe à Cracovie. Très jeune, il montre une aptitude pour la musique. À l'âge de 6 ans, il est soliste dans la Eizik Yeikeles Shul  de Cracovie.
Le compositeur hassidique Yankel Talmud le remarque lorsqu'il rend visite la première fois au Rebbe de Ger, lorsqu'il chante au Tish du Rebbe à l'âge de 6 ans. Lors d'une visite à Cracovie, quelques années plus tard. il l'invite à faire partie de la chorale du Rebbe pour les grandes fêtes (Yamim Noraïm).

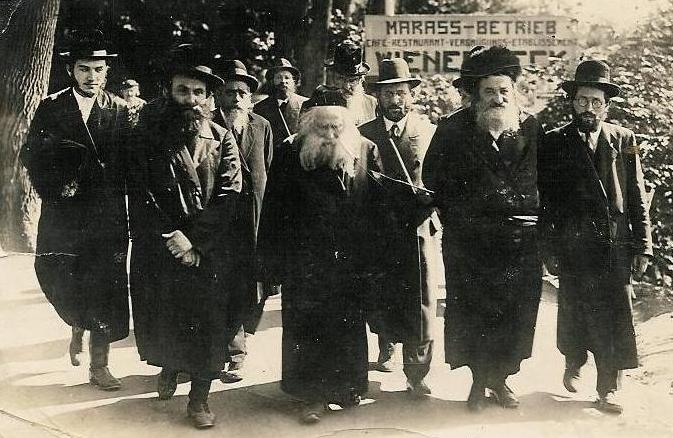
Le rabbin Avraham Mordechai Alter, le troisième Gerrer Rebbe, le Imrei Emes (centre), marchant avec ses Hassidim en Europe, circa 1920s/1930s.

### Seconde Guerre mondiale
En 1940, David Werdyger essaie d'échapper aux nazis mais il est arrêté par les SS. Il est placé dans la marche de la mort vers le camp d'extermination de Płaszów.
Le commandant nazi Amon Goeth l'interroge sur sa profession. Il déclare être un chanteur professionnel. Goeth lui demande alors de chanter le chant des morts El Male Rahamim. Impressionné par ce qu'il entend, il l'envoie au camp de travail de Plaszow.

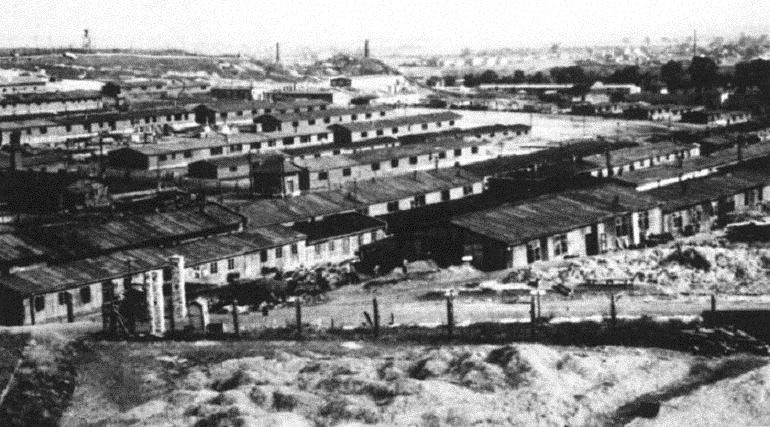
Camp de concentration de Płaszów

David Weryger passe 5 mois à Plaszow avant d'être envoyé à l'usine dirigée par Oskar Schindler. Il est plus tard déporté à Mauthausen et au camp de travail de Linz avant d'être libéré le samedi 5 Mai 1945.

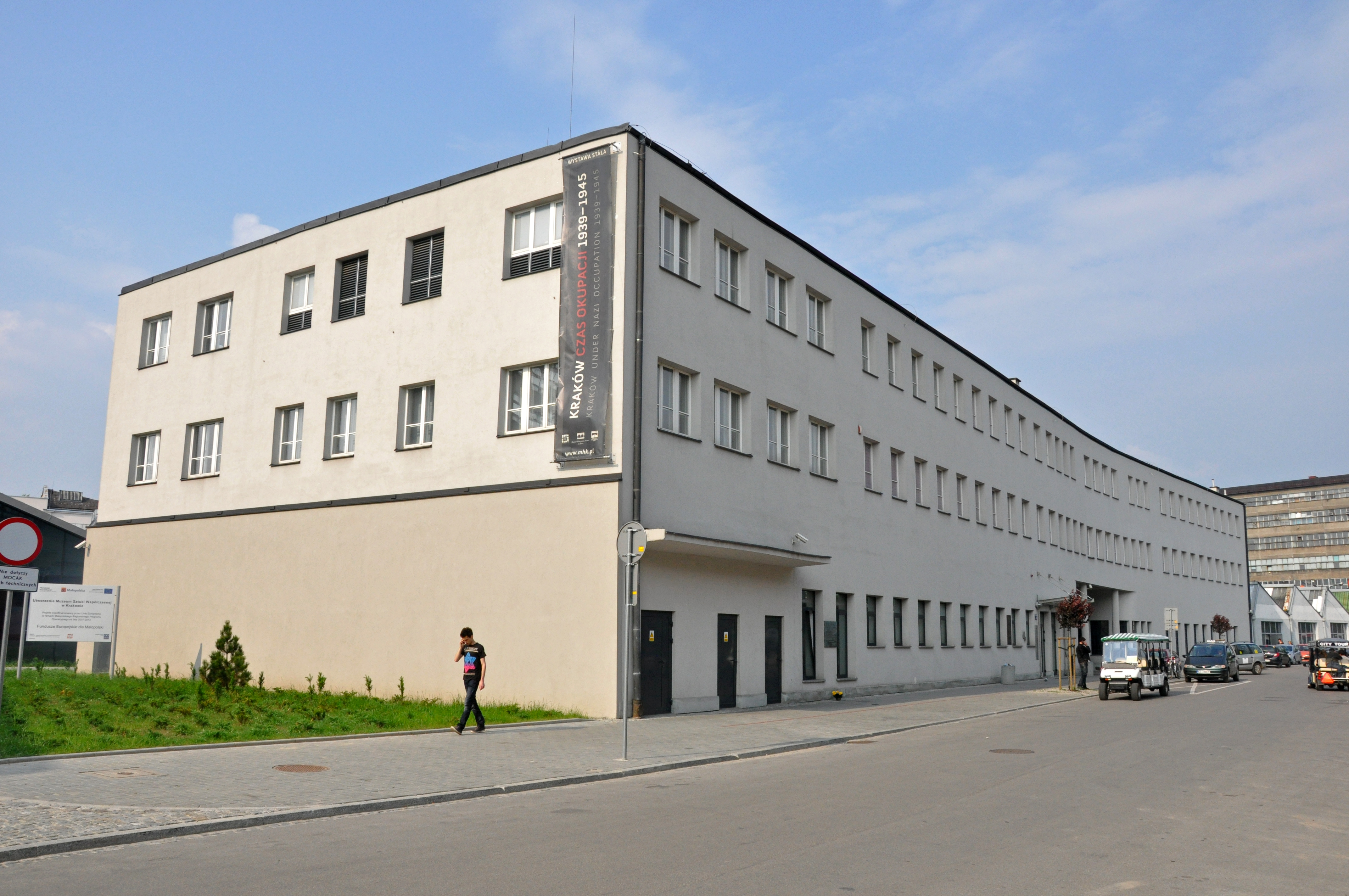
Usine de Schindler à Cracovie (2011).

### Paris
Survivant de la Shoah, David Werdyger, qui a perdu ses parents, ne retrouve que deux membres de sa fratrie: son frère aîné, Yaakov Meir Werdyger, et sa plus jeune sœur, Yettie Werdyger.
Il va au mariage de son frère à Makava, en Hongrie. Hungary. Il y fait la connaissance de Malka Goldinger, née en 1923.
Il se marie avec Malka, sa première épouse, en 1945.
Ils vivent à Paris jusqu'en 1950.
Leur fils aîné, Yisrael Aryeh Werdyger, est né à Paris.

### New York
La famille Werdyger quittent la France en février 1950, pour s'établir à New York.
David Werdyger devient un Hazzan et il ouvre une agence de voyages Werdyger Travel.

### Famille
David et Malka Werdyger ont 4 fils: Yisroel Arye Werdyger, Mordechai Werdyger (Mordechai Ben David), Chaim Werdyger et Mendy Werdyger.
Malka Werdyger meurt en 1980.

### Dernière apparition en public
La dernière apparition de David Werdyger en public a lieu au Siyum HaShas de 1997, où il chante le El Male Rahamim.
Il passe les dernières années de sa vie dans une Résidence services seniors.

### Mort
Une semaine avant sa mort, il est hospitalisé pour un Œdème aigu du poumon.
David Werdyger est mort à New York le 2 avril 2014, à l'âge de 94 ans.
Il est enterré dans la section des Hassidim de Pupa dans le cimetière juif de Dean au New Jersey.

## Discographie
Albums en solo
- Tefillah L'David (1959)
- Mizmor LeDavid (1960)
- Songs of the Gerer Chassidim Loi Sevoishi (1962)
- A Melitzer Oneg Shabbos (1962)
- A Gerer Melava Malka (1963)
- Sholosh Seudos Melodies (1965)
- Songs of the Gerer Chassidim Vehoer Eineinu (1966)
- In Cheder Arein (1966)
- Bobover Niggunim (1968) (child vocalist is the present Bobover Rebbe, Rabbi Ben Zion Aryeh Leibish Halberstam)
- Skulaner Chassidic Nigunim Vol. 1 (1969)
- Songs of Camp Kol-Ree-Nah (1969)[13]
- Melitzer Nigunim 2 (1970)
- Ger Holiday Songs (1973)
- Ger Favorite Nigunim (1974)
- Skulaner Nigunim 2 (1977)
- Satmar Niggunim (1980)
- Neginei Boyan (1980)
- Yismechu BeMalkhotkha (1980)
- Sadegora Niggunim (1989)
- Best Cantorial (1995)
- Chassidic Collage (1995)
- L'Dovid Mizmor (2007)

En collaboration
- Fathers and Sons Biglal (1984) (with Yaron Gershovsky)
- 3 Generations: Songs Composed by David Werdyger (1994)
- Shabbos with the Werdygers (2006) (with Mordechai ben David, Mendy Werdyger, Yeedle Werdyger, Dovid Gabay, Avi Newmark, and Cantor Yakov Yitzchok Rosenfeld)
- Bayamim Haheim Bazman Hazeh 2 (2006)
- Shabbos with the Werdygers 2 (2010)